# Pavel Svoboda (politik, 1978)
Pavel Svoboda (* 4. prosince 1978 Jablonec nad Nisou) je český politik a advokát, mezi lety 2014 a 2016 statutární náměstek primátora města Jablonec nad Nisou, mezi lety 2016 a 2020 zastupitel a náměstek hejtmana Libereckého kraje, člen ČSSD.

## Život
V letech 1985 až 1993 vystudoval základní školu v Rychnově u Jablonce nad Nisou a následně pak v letech 1993 až 1997 Gymnázium U Balvanu v Jablonci nad Nisou. Po té absolvoval v letech 1997 až 2002 Fakultu právnickou Západočeské univerzity v Plzni (získal titul Mgr.).
V březnu 2003 nastoupil na Městský úřad v Jablonci nad Nisou jako referent právního oddělení, v dubnu 2004 se stal vedoucím majetkoprávního oddělení. Na úřadě skončil v červnu 2006 a od následujícího měsíce zastával pozici vedoucího pobočky Pozemkového fondu ČR v Liberci, kde pracoval do podzimu 2009. V letech 2009 až 2012 byl advokátním koncipientem v AK JUDr. Jaroslava Sokola a od ledna 2012 pak samostatným advokátem. Povolání přerušil v listopadu 2014 v souvislosti s výkonem politické funkce.
Pavel Svoboda žije v Jablonci nad Nisou. Z cizích jazyků ovládá angličtinu a němčinu. Mezi jeho záliby patří cestování a poznávání památek velkých měst, dále historie, astronomie, četba, divadlo, hudba a rekreačně i sport. Je svobodný a bezdětný.

## Politické působení
V roce 2009 vstoupil do ČSSD. Ve straně zastává pozice statutárního místopředsedy Okresního výkonného výboru ČSSD Jablonec nad Nisou, člena Krajského výkonného výboru ČSSD Liberecký kraj a člena Ústředního výkonného výboru ČSSD.
Do politiky vstoupil, když byl v komunálních volbách v roce 2010 zvolen za ČSSD zastupitelem města Jablonec nad Nisou. Post zastupitele města obhájil ve volbách v roce 2014, když vedl kandidátku ČSSD a byl tak kandidátem strany na post primátora města. Vzhledem k výsledku voleb (ČSSD skončila třetí se ziskem 11,14 % hlasů a se 4 mandáty) byl dne 27. listopadu 2014 zvolen statutárním náměstkem primátora pro oblast humanitní.
V krajských volbách v roce 2012 kandidoval za ČSSD do Zastupitelstva Libereckého kraje, ale neuspěl. V krajských volbách v roce 2016 byl lídrem kandidátky ČSSD v Libereckém kraji a stal se krajským zastupitelem. Dne 22. listopadu 2016 byl zvolen náměstkem hejtmana pro oblast sociálních věcí. Ve volbách v roce 2020 již nekandidoval. Tím pádem skončil i v pozici náměstka hejtmana.
Ve volbách do Poslanecké sněmovny PČR v roce 2010 kandidoval za ČSSD v Libereckém kraji, ale neuspěl.